# Памятник Евгению Ивановичу Носову (Курск)
Памятник писателю Евгению Носову в Курске был открыт 15 октября 2005 года, к 80-летию писателя.

## История
После смерти Евгения Носова, последовавшей 14 июня 2002 года, представители общественности, — общественной коллегии, общественного консультационного совета при главе города, Курских отделений Союзов писателей, художников, журналистов, творческих деятелей России, а также почётные граждане города, — независимо друг от друга обращались в Администрацию города с просьбой увековечить память земляка.
Местом для будущего памятника, в ходе завязавшейся дискуссии, определили угол на пересечении улиц Блинова и Челюскинцев, — в непосредственной близости от дома № 2/2 по ул. Блинова, в котором в последние годы проживал писатель.
Определив место, курские власти объявили открытый конкурс «на лучшее проектное предложение идейного, функционального и архитектурно-художественного решения памятника и организации сквера», который выиграл авторский коллектив под руководством местного скульптора Владимира Бартенева.
Распоряжением губернатора заказчиком по изготовлению и установке памятника было определёно муниципальное унитарное предприятие «Управление капитального строительства администрации города Курска».
Департамент архитектуры и градостроительства Курской области, совместно с государственным общественным управлением «Курскгражданпроект», разработали «проектно-сметную документацию на устройство фундаментов памятника и благоустройству прилегающей к нему территории». По макету, представленному победителем конкурса, Владимиром Бартеневым, бронзовый памятник отливался по спецзаказу в Санкт-Петербурге.
Разработка и согласование проекта, изготовление и доставка монумента, подготовка фундамента и сопутствующее благоустройство сквера заняли столько времени, что организаторы, очевидно, не уложились ни ко Дню рождения писателя (15 января), ни ко дню его памяти (14 июня). Открыт памятник был лишь 15 октября 2005 года, в присутствии губернатора, мэра, сына писателя, Евгения Евгеньевича, секретаря и ответственного секретаря Союза писателей по Курской области, автора памятника, представителей прессы и творческой интеллигенции. При открытии был дан концерт артистов Курского драматического театра им. А. С. Пушкина.

## Описание
Прежде чем принять участие в конкурсе на концепцию памятника Евгению Носову, скульптор Владимир Бартенев изучил множество фотографий писателя. По мнению скульптора, наиболее выразительным и гармоничным лицо у Евгения Ивановича было в запечатлённые моменты, когда писатель находился на лоне природы. Поэтому и скульптурный Носов изображён сидящим на повалившемся стволе, воссоздающем условия бесцельной прогулки вдоль реки, в задумчивости, окружённый «опавшими листьями» исписанной им прозы, с заглавиями опубликованных произведений («Белый гусь», «Хитрюга», «Усвятские шлемоносцы» и других), в обществе доверчиво приблизившихся к нему лесных птиц, которых писатель очень любил:

…Был замечен в морозные дни за развешиванием призывов к людям покормить птиц. На могиле так и попросил написать: «Покормите птиц».— Октябрь 2007 - июнь 2008. Старово-Смолино - Москва